# 喧嘩番長2 フルスロットル
『喧嘩番長2 フルスロットル』（ケンカバンチョウ ツー フルスロットル）は、2007年3月8日にスパイクから発売されたPlayStation 2用アクションアドベンチャーゲーム。CEROレーティング12歳以上対象。
主人公は武田トモヤ（名前変更可）。「狂犬」から「負け犬（ポチ）」に落ちた主人公の成り上がりを目指す物語。前作に引き続きイメージキャラクターには嶋大輔、ナレーションには田中信夫を起用している。

## ゲームシステム
「男気」、「メンチビーム」、「啖呵合戦」など、基本的なシステムは前作『喧嘩番長』を継承している。
本作から、RPGなどの経験値と同様のレベルアップシステムとして「漢の器」という新システムが採用された。漢の器を上げることで喧嘩魂というポイントを取得し、そのポイントをステータスに振り分けることでステータスアップができる。また、習得できる喧嘩技は320種類を越え、プレイヤー好みのカスタマイズが可能となっている。ストーリーは大まかに分けて「極東連合編」と「東関狂走連合編」に分かれており、序盤の行動によってどちらに分岐するかが決定される。ストーリー自体もRPG的要素が強い内容となっており、プレイヤーの行動や選択肢などでエンディングも様々に分岐する。その他、隠し要素なども用意されている。
「東関狂走連合編」に分岐すると体力ゲージなどのデザインや戦闘BGMが変わる他、男気が上下する条件が変更される。
バイクも搭乗可能になった。前作では各地域に区分けされていたマップが一つのフィールドに統合され、シームレス化を実現。その結果、マップの広さは前作の約5倍と拡大し、要望が強かったバイクの使用が可能となったことでプレイヤーの行動範囲も広がっている。最初から乗れるというわけではなく、鮫島免許センターという免許センターに行き、免許を取得しないとバイクには乗れない。免許取得のためには金が必要。種類は自転車、アメリカン、レプリカ、配達用原付などがある。乗車中は蹴り（バイクに乗りながら）、ウィリー、ドリフト（アクセルターン）、二ケツ（二人乗り）、気合い走りなどもできる。しかし蹴りや、人を轢くなどすると警察に追われ、バイクも壊れる。
ガソリンスタンドはマップ上に複数存在し、1件1件値段が違う。バイクショップも数件マップ上にある。そこでバイクからパーツ、ヘルメットが買える。買ったものは、家のガレージで確認・変更することができる。改造しすぎるとシャバくなって警察も黙ってはいない。
バイクは奪うこともできるがそれも犯罪となる。交通ルールもリアルに再現されており、ルールに反した運転をすればすぐに警察に追われたり男気が下がってしまう為、自由かつ無茶な運転が許されないのも特徴である。例としては、ヘルメット着用義務違反、速度超過、通行禁止違反、消音機不備、整備不良、信号無視などがある。そういった違反も画面中央の下にアイコン表示されている。
また、今作から時間経過の概念が登場した。ゲーム中はイベント中や建物の中に入っている時を除いて時間が流れており、時間帯によってイベントの発生状態や街を歩くNPCが変化したりする。ストーリーも基本的に「○日後に○○のイベントが起こる」といった具合に時間を跨いでイベントが進行する形となる。24時間通して行動が可能だが、深夜にもなれば店や駅も閉まるので行動に制限が掛かる。自宅で寝ると時間を進める事が出来、寝た時間に応じて体力が回復する。

## ストーリー
黒真連合との激闘から1年後、田中ヤスオは極東連合の初代総番となっていた。武田トモヤは入学早々その田中ヤスオに1対1での勝負を挑むが敗れ、狂犬から負け犬（ポチ）に成り下がる。それから1年後、2年生になったトモヤは中学時代の親友、如月亮との約束を重圧に感じながら日々が過ぎていく。ある日、東関狂走連合烈火が極東高校に武田トモヤを探しにやってきた。その東関狂走連合烈火の羽柴から中学時代の親友、如月亮の近況を聞く。如月は東関狂走連合の総長となっていた。田中ヤスオ、如月亮という2人の男の間に挟まれるトモヤは、2大勢力の抗争に否応なしに巻き込まれていく。

## 登場人物
武田 トモヤ（たけだ トモヤ）
声 - 岸尾大輔
所属：極東高校2年B組 / 身長：178cm / 年齢：17歳
本作の主人公。名前はデフォルトであり変更可能。
髪型や服装もプレイヤーの好みで変更が可能だが、各種イラストなどではデフォルトの茶髪の「ツンツンヘアー」に標準の学ラン、ボンタンといった容姿で描かれている。
極東高校に通う二年生で中学時代は相方の"二中の悪魔"こと如月亮と共に"二中の狂犬"と呼ばれ向かう所敵なしの強さを誇った。極東高校入学早々に番長である田中ヤスオに勝負を挑むが敗北して以降は"狂犬"から負け犬の"ポチ"に成り下がった。
その後一年は過去の栄光にすがって生きていたが、羽柴との戦いで亮が東関狂走連合のトップに立っていることを知り、亮と交わした中学時代の約束を果たすべく、そして1年前に勝負を挑んだ田中ヤスオを振り向かせるべく成り上がることを目指す。
誕生日は不明だが、誕生星座はおとめ座らしい。
人物像はルートによって大きく異なり、極東連合ルートではお調子者でやや軽く慢心しがちな部分はあるものの先輩である他の幹部に深く敬意を払い、新之助などの友を大切にするなど礼儀や友情に篤く正義感が強い性格だが、狂走連合ルートにおいては井上など自分より年齢もキャリアも上の人物に食ってかかる、相手を舐めてかかったり口汚く罵るなど傲岸不遜で粗暴な態度をとり、敵だけでなく組織内の人間（三島など）でも自身に牙を剥いた人間は容赦なく潰す冷酷・残忍な性格となっている。
喧嘩のスタイルは大山田の道場で教えられる技をカスタマイズすることで千変万化する。
加藤 葉子（かとう ようこ）
声 - 星河舞
所属：極東高校2年B組 / 身長：165cm / 年齢：17歳
武田トモヤの幼稚園からの幼馴染で本作のヒロインの一人。
優しく面倒見のいい性格で友達は多いが地味な外見と強気な性格のせいで男性と付き合ったことがない。眼鏡をはずすと美人であるがそれを知るのはトモヤのみ。幼馴染のトモヤに片思いしているがトモヤの親友である佐伯新之助から片思いされている。黒真高校の番長・吉良勝二がしつこく言い寄っている女性は従姉妹。

### 極東連合

#### 極東高校
前作の舞台となった高校。最寄りは極東駅北口で、制服は男子は黒色の学ランと学生ズボン、女子は濃紺色のセーラー服とスカート。
田中 ヤスオ（たなか ヤスオ）
声 - 諏訪部順一
所属：極東高校3年A組 / 身長：178cm / 年齢：18歳
極東高校の番長にして極東連合初代総長。
極東高校に入学して間もなく前番長を倒して番長に登り詰めたといい、同じく入学早々に番長である自分に挑みかかってきたトモヤを軽くあしらった。
前作で見せたクールさは鳴りを潜めたが義理と人情を重んじ、弱きを助け強きを挫く漢気溢れる性格は健在。
前作『喧嘩番長』の主人公で、装いは前作の公式イラストと同じ長ラン・ドカンにリーゼントといったもの。
超必殺技は「漢気」。
佐々木 レイナ（ささき レイナ）
声 - 夏樹リオ
所属：極東高校3年A組 / 身長：163cm / 年齢：18歳
極東高校の女番長、極東連合幹部。虎蝶乱初代総長・佐々木遼子の妹であり田中ヤスオの彼女。
"極東高校の女帝"と呼ばれ、美人で情に厚く喧嘩も強い。
前作『喧嘩番長』にも登場しており、前作とは髪型が異なっている。
超必殺技は「花鳥風月」。
山本 ヒロシ（やまもと ヒロシ）
声 - 古島清孝
所属：極東高校3年C組 / 身長：172cm / 年齢：18歳
極東高校の副番長で極東連合幹部。
"仏のヒロシ"と呼ばれる仲間を大事にする心優しい人格者であり、喧嘩の強さではなくその性格を買われ極東高校の副番長にまで上り詰めた。田中ヤスオとは幼稚園来の親友で誰よりもヤスオのことを理解している。
前作『喧嘩番長』にも登場。
超必殺技は「回転硬派裏拳」。
横倉 シンジ（よこくら シンジ）
声 - 羽柴秀矢
所属：極東高校2年B組 / 身長：167cm / 年齢：17歳
極東高校の番長・田中ヤスオの舎弟で入学早々、ヤスオに土下座しながら舎弟入りを懇願し舎弟となった。主に情報収集を行っている。
同級生であるトモヤとは友人である。
前作『喧嘩番長』にも登場。
超必殺技は「怒りの鉄拳」。
佐伯 新之助（さえき しんのすけ）
声 - 近藤孝行
所属：極東高校2年B組 / 身長：172cm / 年齢：17歳
武田トモヤの親友。
極東高校一年生の頃にトモヤと知り合い現在では親友と呼べる間柄にある。見た目のクールさとは裏腹にかなりの熱血漢で親友であるトモヤが道を外すようなことがあれば自らの拳を以て止めようとする。トモヤの幼馴染である加藤葉子に片思いしている。物語途中で極東連合に加入する。
喧嘩はあまり強くないが、亮の姿を見るや早期に抗争を終わらせようと挑み掛かるなど威勢のいい一面も持つ。
超必殺技は「怒りの鉄拳」。

#### 島村高校
かつて「島村の猛獣」こと大竹将弘が番を張っていた高校。現在は山田が番を張っている。最寄りは極東駅南口で、制服は紺色の学ラン。
山田 郁夫（やまだ くにお）
声 - 幸田昌明
所属：島村高校3年B組 / 身長：175cm / 年齢：18歳
島村高校の現番長で、極東連合副総長。
その風貌から同じ極東連合の幹部からは"ゴリ男"、レイナからは"ゴリ"、ヒロシからは“ゴリちゃん”と呼ばれ、烈火の三島や羽柴からは"ゴリラ"、舎弟からは"山さん"と呼ばれている。人間離れした怪力を誇る猛者であると同時に仲間思いの一面も見せる。
今作では序盤に東関狂走連合傘下の烈火に倒され、極東連合と東関狂走連合の大規模抗争の幕開けとなった。
両方のルートに共通して電話で呼び出したり直接喧嘩をすることはできない。極東連合ルートでは最終決戦前に退院はするが、決戦に参戦することはできない。
前作『喧嘩番長』では島村高校副番長として登場。
超必殺技は「硬派一心」。

#### 陣場高校
高レベルな設備と現代的なガラス張りの校舎が特徴の共学の高校で、前作ではヤスオの親友だった蜂屋茂が番長を務めていた。現在はその意志を受け継いだ今井兄弟が番長の座を継いでいる。最寄りは陣場中央駅南口で、制服は紺色のブレザーとグレーのスラックス。
今井 陽一（いまい よういち）
声 - 北大輔
所属：陣場高校3年A組 / 身長：168cm / 年齢：18歳
陣場高校の現番長で、極東連合幹部。今井陽二の双子の兄。
体は小さいが、地元を愛する熱いハートと一度拳を交えたヤスオとの熱い友情を胸に日々外敵から地元・陣場中央駅を守っている。
流行や服装にはうるさいらしく、前作ではブレザーを着ており髪型はドレッドヘアーだったが、今作では短髪のオールバックに黒シャツといった出で立ちにイメチェンしている。
前作では武心女子高校に通う持田奈々と交際していたが、女性にはだらしない一面もある。
前作『喧嘩番長』では陣場高校副番長として登場。
超必殺技は「星屑の地雷」。
今井 陽二（いまい ようじ）
声 - 北大輔
所属：陣場高校3年A組 / 身長：168cm / 年齢：18歳
陣場高校の現番長で、極東連合幹部。今井陽一の双子の弟。
尊敬する先代番長、蜂屋茂の意志を受け継ぎ、兄の陽一と共に地元を守り続けている。
金髪のロン毛にニット帽がトレードマークで、前作と比べると陽一ほど大胆なイメチェンはしていないがニット帽は黒から赤に変わり、オレンジのフードつきパーカーを着ている。
兄同様に流行や服装にはうるさく、一見チャラチャラして見えるがその実兄よりクールなしっかり者で、時には兄を立てて自らはサポートに回ることもある。
前作『喧嘩番長』では陣場高校副番長として登場。
超必殺技は「不知火」。

#### 房曾工業高校
前作では黒真連合に所属し四天王の一角だった菊永が番長を務める超不良高校。昨年の黒真連合の出現までは最狂と恐れられていた武闘派集団。最寄りは鮫島駅で、制服は灰色の学ラン。
菊永 洋平（きくなが ようへい）
所属：房曾工業高校3年A組 / 身長：183cm / 年齢：19歳
声 - 津田健次郎
房曾工業高校番長で、極東連合幹部。レイナには「菊ッチ」、ヒトミや陽一には「菊ちゃん」と呼ばれる。
房曾工業の絶対的番長であり、実力的に言えば極東連合のNo.2。
極東戦争では黒真四天王のNo.4として田中ヤスオと闘い敗れ仲間の大切さを学んだ。その騒動で無期限停学を受け出席日数が足りず留年し二度目の高校3年生をしている。ヤスオとは表面上はいまだ衝突を繰り返し張り合ってはいるがお互いを認め合う親友同士である。初対面の相手からは"おっさん"と呼ばれる。かつては武田トモヤと同じ"狂犬"と呼ばれていた。肉食主義者で野菜は食べない。
極東ルートのあるエンディングでは再び留年し三度目の高校3年生をすることになった模様。
自称「スケールのでかい男」。言動は常に自信満々で、藤村ほどの猛者に対しても「強いっつってもこの俺様ほどじゃあねえだろうが」と発言し全く動揺する気配を見せないなど自らの喧嘩の実力には壮大な自信を持っている。
木村や加納とは仲が良く、エンディングや要所要所で一緒にいることが多い。
前作『喧嘩番長』では房曾工業高校番長、黒真四天王No.4として登場。
超必殺技は「破壊の狂拳」。

#### 武心女子高校
かつて飯島靖子がスケバンを務めていた学校であり、極東線沿線では唯一の女子校で、通称は「ブシジョ」。武心女子大の系列で、成績優秀者はエスカレーター式に大学進学できる。最寄りは黒山海浜公園駅北口で、制服は紺色のセーラー服。
村上 ヒトミ（むらかみ ヒトミ）
声 - 萩原えみこ
所属：武心女子高校2年C組 / 身長：158cm / 年齢：17歳
武心大付属女子高校の現女番長で極東連合幹部。本作のヒロインの一人。
外ハネのショートボブにハートやハチドリの柄が描かれたピンクのスカジャン、ミニスカといったルックスの小柄な少女で体は小さく、3年生の多い極東連合幹部の中では年少者ではあるが、年上の菊永に物怖じせず制止できる度胸の持ち主。
中学時代に憧れた先輩である佐々木レイナを真似てスケバンの道に入る。前作に登場した元武心女子最強の女番長・飯島靖子からお墨付きをもらって今や武心女子のトップにまで登り詰めた。
超必殺技は「乙女の祈り」。

#### 洸立館高校
極東線沿線では比較的新しくできた進学校。
かつて芝原勲、チャーリー・アライが統治していた高校で、極東戦争では黒真連合の門番的存在であった。最寄りは七王子駅で、制服は緑色のブレザー。
加納 博信（かのう ひろのぶ）
声 - 喜山茂雄
所属：洸立館高校3年B組 / 身長：172cm / 年齢：18歳
洸立館高校の現番長で、極東連合幹部。
色黒で筋肉質な体格と太い眉毛が特徴的で、髪型は金髪のオールバックで、タンクトップに緑のスケーターといった装い。
前作に登場した芝原勲、チャーリー・アライの舎弟で、2人から力を認められ番長になった。
自らのボスであった2人が認めたヤスオのことを尊敬し、忠誠を誓っている。
キューピー及び阿佐見三兄弟や黒山愚連隊について詳しく知っているなど、シンジや千葉ほどではないが敵である狂走連合の情報に詳しい一面もある。
また、木村・菊永とは仲が良さそうな様子が描かれており、特に木村のことは誰よりも買っていたらしく、彼が田城や阿佐見に弱みを握られ仲間を売った際は誰よりも憤っていた。
超必殺技は「愛と怒りの豪拳」。

#### 國志摩高校
偏差値の高いワルが多いと言われる進学校で、千葉曰くかつては「お坊ちゃんが通う学校」だったらしい。極東戦争時には狂った男「蛇の石田」こと石田哲平が番長を務め、黒真連合の知能犯として恐れられていた。最寄りは陣場中央駅北口で、制服は赤色の学ラン。
木村 武士（きむら たけし）
声 - 遠近孝一
所属：國志摩高校2年A組 / 身長：170cm / 年齢：17歳
國志摩高校の現番長で、極東連合幹部。
ナレーションで「イケメン番長」と説明されるなど容姿は端麗なようで、黒いサテンのカッターシャツに赤黒いボンタンといった装いで髪型は黒髪のポニーテール。
前作の番長、石田哲平が不在となった國志摩高校を一人でまとめ上げた腕を評価され極東連合に加えられる。九州出身で、ヤスオの中学時代の後輩でもある。
弟がおり、その弟が日向の高級車にバイクで追突してしまったことにより、両方のルートで後半に狂走連合から弱みを握られ謀略に利用されてしまう。
菊永、加納とは仲が良く、集会では遊びのような掛け合いを見せ、エンディングではレストランで談笑しているなど行動を共にすることが多い。
超必殺技は「星屑の地雷」。

### 東関狂走連合

#### 暗黒騎士団
東関狂走連合会長・如月亮が率いる狂走連合の本隊。元は阿佐見鉄也が作った組織だった。特攻服の色は白。
如月 亮（きさらぎ りょう）
声 - 浪川大輔
所属：東関狂走連合会長・暗黒騎士団総長/ 身長：182cm / 年齢：17歳
東関史上最凶と恐れられる暴走族の連合組織・東関狂走連合の初代会長にして、連合の本隊である暗黒騎士団の総長。
ウェーブがかった白髪(回想では茶髪)のショートヘアに白のロング特攻服といった装いの端正な顔立ちの青年。
腕っ節だけでなくその統率力も半端なものではないと言われ、明日香曰く幹部衆も含めた構成員たちからは憧れられると同時に死ぬほど恐れられてもいるらしい。
トモヤと同じ二中出身で、かつては無二の親友であり、「狂犬」トモヤに対して「二中の悪魔」の異名を轟かせていた。
二中時代は悪魔の異名に似合わぬ心優しい性格だったが、東関狂走連合を組織した今は育ての親であった叔父・長谷川幸之助の死や叔父を死に追いやった竜心会への復讐心によって冷酷な性格に変貌している。極東連合編と、東関狂走連合編でもトモヤが極東連合に寝返った際には、その後の進退は不明であったが、狂走連合編でトモヤが仲間であり続けた際に、ついに極東全域を制圧し叔父を死に追いやった日向・畑中に復讐を完遂する。
超必殺技は「国士無双」。
塚田 安富（つかだ やすとみ）
声 - 古島清孝
所属：東関狂走連合幹部・暗黒騎士団親衛隊/ 身長：173cm / 年齢：17歳
東関狂走連合幹部で、暗黒騎士団親衛隊の一人。
アイパーの髪型に細眉、鉢巻が特徴。
ツワモノ揃いの東関狂走連合にあって、会長の脇を固める重要なポストに17歳の若さで就いている若武者。
亮のためとあらば命を張れるほどの度胸と忠誠心を持つ。亮がトモヤに倒された際、しっぽを撒いて逃げる構成員たちの中で袴田と二人だけが残っている。
最終決戦前、葉子かヒトミを拉致されて緊急集会を行なっている極東連合の前に現れ、決戦の日時を通達する。
超必殺技は「千本槍」。
袴田 毅（はかまだ つよし）
声 - 武虎
所属：東関狂走連合幹部・暗黒騎士団親衛隊/ 身長：175cm / 年齢：17歳
東関狂走連合幹部で、暗黒騎士団親衛隊の一人。
カラスマスクにスキンヘッド、骨太の体型とかなり威圧的な風貌の持ち主。
普段は無口だが冷徹かつ凶暴な男であり、人質にとった葉子にナイフを突きつけて極東連合を脅すなど手段も選ばない。
塚田と同じく亮のためならば命を張れるほどの度胸を持ち、トモヤに倒され、亮の居場所を聞かれた際にも何回殴られても最後まで情報を吐くことはなかった。
超必殺技は「風林火山」。
田城 昌之（たしろ まさゆき）
声 - 山岸功
東関狂走連合幹部。大口は叩くが喧嘩は弱く、性格は陰険で卑劣で粘着質。
悪知恵は今作も健在であり、両方のルートで木村の弱みを握って極東連合を同士討ちさせようと企む、連合を抜けた井上と黒澤のバイクに細工を施して事故を引き起こす、女を人質にとるなど前作にも勝る卑劣な手口を使う。
狂走連合の後ろ盾である竜心会とも裏で繋がりのある人物。
前作で「極東戦争」を企てた張本人で、一度ヤスオに叩きのめされたことを逆恨みしている。
狂走連合ルートではトモヤの強さと冷酷さ、狂気を気に入って目をつけるが、成り上がり度が高い場合の最終戦では日向・畑中と共にトモヤと亮を潰しにかかる。
超必殺技は「八方破れ」。
斉藤（さいとう）
暗黒騎士団所属。東関狂走連合編で如月亮が武田トモヤにつけた選りすぐりの三人の一人。
去年、仙台から引っ越して来た。拳法を10年ほど学び、皆から愛されるキャラクターを目指している。語尾に「～的な」を付けることが多い。
水口（みずぐち）
暗黒騎士団所属。東関狂走連合編で如月亮が武田トモヤにつけた選りすぐりの三人の一人。
「逆に」、「〜系」が口癖。腰痛持ち。
奥村（おくむら）
暗黒騎士団所属。東関狂走連合編で如月亮が武田トモヤにつけた選りすぐりの三人の一人。電話口での会話は至って普通なものだが、独り言が多く「皆殺し」、「神降臨」などと口走るなど発言が狂気じみている。

#### 烈火
東関狂走連合傘下の暴走族で、加盟チームでは最も動きが早く斬り込み隊長的な役割を担う。
極東連合ルートに進んだ場合、最初に戦う事になるチーム。特攻服の色は赤。
三島 晴喜（みしま はるき）
声 - 遠近孝一
所属：東関狂走連合幹部・烈火頭領。/ 身長：165cm / 年齢：18歳
田城の後輩であり、彼と同じく喧嘩は弱いが陰険で粘着質な性格。
亮の命令もなしに動いたりなどするため、羽柴とともに制裁を受けたり、チームの中で軽んじられたりしている。
極東連合ルートに進んだ場合、亮の許可も降りぬまま島村高校番長の山田を襲撃した咎で制裁を受け、続いてはヒロシとシンジや今井兄弟を襲うが、トモヤと新之助にチーム共々二度にわたってやられてしまい田城にも見放される。
狂走連合ルートに進んだ場合、最初は疎ましく思うぐらいだったが、次第に立場が危うくなると感じるようになりトモヤを連合から追い出そうと勝負を仕掛けてくる。
バイクレースでも喧嘩にも負けて許しを乞うが、その一部始終を見ていた亮からも失望され連合から追放される。
超必殺技は「回転硬派裏拳」。
羽柴 慶造（はしば けいぞう）
所属：東関狂走連合幹部・烈火副総長。/ 身長：175cm / 年齢：18歳
トモヤ、亮と因縁のあった四中の出身。
坊主頭に太眉で彫りの深い顔立ちに渋い声で雰囲気だけは剛健そうだが、自分より実力や立場が上の相手に対してはビビったりペコペコしまくりで喧嘩も弱い。
亮からトモヤのスカウトを任されて極高に出向くも、極高でくすぶっていたトモヤを冷やかすように喧嘩を売ってしまったことで返り討ちに遭う。
倒された後に亮が東関狂走連合のトップに立っていることを伝え、彼が再び成り上がろうとするきっかけを作った。
超必殺技は「怒りの鉄拳」。

#### 羅兎怒
東関狂走連合の台頭まで最強を誇った暴走族チームであり、連合の傘下となった今も依然最強クラスに変わりはない。連合傘下に加わってからは本部と武蔵山支部に分割されている。元は走りを求めて結成されたチームだったらしい。特攻服の色は紫。
井上 隆文（いのうえ たかふみ）
声 - 近藤孝行
所属：東関狂走連合幹部・羅兎怒第十六代総長/ 身長：172cm / 年齢：18歳
東関狂走連合出現前には最強と名高かった羅兎怒の総長だけあって喧嘩の実力も高く、人望も非常に厚い。
紫のロング特攻服にライダーブーツ、襟足の長い金髪のリーゼント頭が特徴的。
現在は古宿を拠点とし、羅兎怒の本隊を仕切っている。
武蔵山支部の支部長・黒澤とは親友。
連合の現在の方針に疑問を抱いている。
極東連合ルートで直接戦闘することはできないが、狂走連合ルートにおいては終盤で葉子を拉致するか否かの選択で戦闘もしくは共闘ができる。
超必殺技は「猪突猛進」。

##### 羅兎怒武蔵山支部
黒澤 琢巳（くろさわ たくみ）
声 - 今村卓博
所属：東関狂走連合幹部・羅兎怒武蔵山支部長/ 身長：175cm / 年齢：18歳
井上の親友でもある。
連合の中でもその実力を高く評価されている。
長髪にバンダナを巻き、腹にはさらしを巻いたラフな出で立ちに眉が太く顎ががっしりとした精悍かつ厳つい風貌をしており、その風貌が示す通り性格は男気に溢れ、義侠心が強い。
井上と同じく連合に疑問を抱いているが、羅兎怒の歴史に自分たちの代で幕を下ろす気にはなれないでいた。
羅兎怒解散時、亮に報告に向かった際、お咎めなしと見せかけて、バイクのブレーキを細工され井上共々事故を起こしてしまう。井上は復帰したが、その井上曰く黒澤は「もう動けない」状態である。
超必殺技は「猪突猛進」。

#### 虎蝶乱
かつてレイナの姉である佐々木遼子が率いていたレディースチームで東関狂走連合傘下では唯一のレディース。特攻服の色はピンク。
水無月 明日香（みなづき あすか）
声 - 大浦冬華
所属：東関狂走連合幹部・虎蝶乱第二代総長 / 身長：163cm / 年齢：17歳
その実力はかつて初代総長を務め、男顔負けの実力を誇ったレイナの姉・佐々木遼子以上の武闘派と名高い。
ストレートの金髪でさらしの上にピンクの特攻服を着ており、ピンクのアイシャドーと口紅で化粧を施した美少女。
父親に家庭内暴力を受けており、それを理由に「男には負けない」とツッパっている。
烈火の三島に密かに狙われている。
東関狂走連合幹部に名を連ねてはいるが、倒れた新之助になおも蹴り入れるトモヤを制止する、井上や黒澤の離反した理由に後に共感を示す、トモヤが幼馴染であり抗争とは無関係の葉子を拉致した際には怒りを露わにするなど、彼女自身は田城や三島や阿佐見のような根っからの悪人ではなく根は善良な少女の一面も持つ。
会長である亮を信じて連合に従ってきたが、恋愛イベントを進めていくと徐々に心境を変化させて連合の方針に疑問を抱き始め、連合で名を上げるにつれて冷酷になっていくトモヤを心配するようになる。
超必殺技は「百花繚乱」。
狂走連合ルート側のヒロインになる。

#### キューピー
特攻服の色は青。
実写版では特攻服の色が黒になっており、チーム名も不詳。
阿佐見 光三（あさみ こうぞう）
声 - 諏訪部順一
所属：東関狂走連合幹部・キューピー初代総長/ 身長：178cm / 年齢：18歳
銀髪のリーゼントパーマにしゃくれ顎が特徴。
1年前、佐々木レイナに敗れるまでは東関最強の男として君臨していた阿佐見鉄也の弟で阿佐見三兄弟の末弟。長兄・鉄也の引退後、東関で大暴れしていたところを亮に引き抜かれて狂走連合入り。
その狂乱ぶりは兄をも凌ぎ、喧嘩の腕っ節だけなら亮にさえ劣らないと噂される武闘派。
性格は自信家で卑劣漢であり、最強と言われた兄と比較されてきたことへの不満から、極東連合を潰して自分の方が兄より強いということを証明してやろうと企んでいる。
大将であるヤスオの首を狙うなど野心家な一面も持ち、狂走連合ルートではヤスオの首を巡ってトモヤと対立し一触即発の事態にまでなった。
田城とは両方のルートで共謀しており、彼と共に木村の弱みを握り、謀略に利用した。
超必殺技は「一刀両断」。

#### 黒山愚連隊
黒い特攻服に髑髏と薔薇が描かれたロゴがトレードマークの愚連隊で、加納曰く彼らが動員して負けた喧嘩はないというほど狂走連合が絶対の信頼を置くチーム。唯一ロング特攻服の構成員が存在しない。
藤村 将人（ふじむら まさと）
声 - 松岡大介
所属：東関狂走連合幹部・黒山愚連隊総長/ 身長：180cm / 年齢：18歳
威圧的な鋭い目元に太い眉毛、固く食い締めた口と厳めしい顔立ちの男で、髪型は後ろ髪をダックテールにした黒髪のリーゼント。
抱える兵隊は少ないが実力者が揃う黒山愚連隊を束ねるだけあってその強さは折り紙付き。タイマンでは負け知らずで、200戦無敗と噂されている狂走連合随一の武闘派。
東関狂走連合の最終兵器とされ、常に負けが許されない喧嘩の場に登場する。
また、一般人には危害を加えないという硬派なポリシーを持つ男でもある。
超必殺技は「国崩」。

### その他
千葉 良夫（ちば よしお）
極東線沿線の情報屋。
前作では決まった場所に立っていて、話しかけることにより情報を教えてもらうことができたが、時代が進化したことによりメールで情報を教えてくれる。
斉藤 直美（さいとう なおみ）
声：佐々木瑶子
所属：極東高校教師/ 身長：165cm / 年齢：31歳
本作のヒロイン候補のひとり。
極東高校の教師で、トモヤのクラスの担任。通称は「斉藤ちゃん」。担当教科は国語。
数々の有名大学合格者を育てあげた実績を買われて今年度から極東高校に配属されたエリート教師。
臙脂色のジャケットにタイトスカート、眼鏡といった装いで、厳格でキツい性格のため、生徒たちからの評判はあまり良くない。
特に不良生徒の中には彼女に恨みを持つ者もおり、極東連合編と狂走連合編のどちらに進むかを決めるストーリー分岐イベントでは「不良生徒に囲まれた彼女を助けるか否か」というものが存在する。
サブシナリオでヒロインとして攻略することはできるものの、教師と生徒の関係ゆえか恋愛にまで発展することはなく、葉子やヒトミや明日香とは異なりフルボイスのムービーがあるイベントは存在しない。
日向 誠（ひゅうが まこと）
声 - 武虎
所属：極東線沿線の暴力団・竜心会の若頭/ 身長：183cm / 年齢：23歳
狂走連合の後ろ盾のような存在で、上納金を納めさせている。顔に大きな傷がある。亮の叔父を借金で追い詰めて死に追いやり、彼を冷酷な男に変貌させた張本人。
狂走連合ルートで成り上がり度が高い場合ラストボスとして登場する。
超必殺技は「終焉の宴」。
畑中 金太（はたなか きんた）
所属：極東線沿線の暴力団・竜心会の構成員/ 身長：190cm / 年齢：19歳
大柄で小太りの体格で眉間や額に何本もの縦じわが深く刻み込まれている。
田代や亮に対し脅すように日向からの伝言や命令を伝える。
傷害罪で服役していたが、出所後に強さを買われて舎弟になる。
超必殺技は「地獄張り手」。
吉良 勝二（きら しょうじ）
所属：黒真高校3年A組/ 身長：180cm / 年齢：18歳
前作で黒真連合を率いて一大抗争を引き起こした黒真高校の現番長。
総長の剛田が行方をくらまし、四天王のツートップだった本山慶三、岩谷五郎が引退した後、2年の3学期に転校してあっという間に成り上がったとされている。
クセのないストレートの黒髪で耳にピアスをしたイケメンで、久美子という女性に惚れている。
彼女には絶えずメールを送っているが相手にはされていないらしく、携帯を確認しては「だぁ…」と落胆している。
スゴイ奴であるという噂を聞いて勝負をしたくなったトモヤにスゴイと言われて満更でもない気持ちになりつつもタイマンを張ることは面倒くさがって渋っていたが、久美子にフラれた腹いせをぶつける形で勝負を受けることに。
喧嘩が終わった後でトモヤの実力を認め、東関狂走連合と戦う彼にエールを送るなど爽やかな奴かと思いきや、校内の人間には自分が勝ったことにして話すなど少しばかり器の小さい一面がある。
尊敬する先輩である本山慶三、岩谷五郎が立てた「二度と戦争をしない」という誓いを守るため中立の姿勢を貫いている。
特定の条件を満たすことで戦うことができる隠しボス。
超必殺技は「ジャスティス」。
嶋 大輔（しま だいすけ）
声 - 嶋大輔
本作のイメージキャラクターであり、衣ノ島海岸に佇んでいると言われる「伝説の兄貴」。
とはいえ誰にでも「兄貴」と呼ばせているわけではなく、自身が「漢の中の漢」と認め、兄弟の契りを交わした者にのみ「兄貴」と呼ぶことを許している。
作中世界でも有名な人物であるようで、トモヤも大ファンらしい。
今作の隠しボスの一人。
超必殺技は「ジャスティス」。
大山田 影照（おおやまだ かげてる）
声 - 岸尾大輔
前作の隠しボスで、極東高校の卒業生。
チュートリアルを担当している他、道場を営んでおり、トモヤに技を伝授する。
夕方になると道場の周りを散歩していて戦うことも可能。
今作でも隠しボスのような存在。
超必殺技は「国崩」。
長谷川 幸之助（はせがわ こうのすけ）
作中ではすでに故人であり、回想シーンでのみ登場する。
亮の叔父であり育ての親。亮からは「おっちゃん」と呼ばれる。
借金で竜心会に追い込みをかけられ自殺してしまう。
亮が現在の冷酷な性格になったことには彼の死が大きく関わっている。